# Прэахвихеа (провинция)
Прэахвихеа (кхмер. ខេត្តព្រះវិហារ, kʰɐet preəh viʔhiə) — провинция в северной части Камбоджи. Административный центр — город Пномтбенгмеантьей.

## География
Площадь составляет 13 788 км². Граничит с провинциями Стынгтраенг (на востоке), Кампонгтхом (на юге), Сиемреап и Оддармеантьей (на западе), а также с Лаосом (на северо-востоке) и Таиландом (на северо-западе). Это одна из наименее населённых провинций в Камбодже и одна из наиболее труднодоступных из-за отсутствия всепогодных дорог. Провинция получила название в честь находящегося здесь храмового комплекса Прасат Прэахвихеа. Горы Дангрэк расположены на севере провинции, вдоль границы с Таиландом, с которым здесь имеется ряд пограничных противоречий.

## Население
По данным на 2013 год численность населения составляет 199 640 человек. По данным переписи 2008 года население насчитывало 171 139 человек.
Динамика численности населения провинции по годам:
| 1998    | 2005    | 2008    | 2013    |
| ------- | ------- | ------- | ------- |
| 119 261 | 152 378 | 171 139 | 199 640 |

## Административное деление
В административном отношении Прэахвихеа делится на 7 округов (срок):
- 1301 — Чейсаен — ជ័យស៊ាន
- 1302 — Чхаеп — ឈ្នែប
- 1303 — Чоам Ксант — ជាំក្សាន្ត
- 1304 — Кулен — គូលេន
- 1305 — Ровиенг — រវៀង
- 1306 — Сангкомтхмей — សង្គមថ្មី
- 1307 — Тбенгмеантьей — ត្បែងមានជ័យ

## Достопримечательности
- Храмовый комплекс Прэахвихеа на тайско-камбоджийской границе.
- Храмовый комплекс Прэахкхан — самое большое сооружение ангкорского периода. Доступ к храмам затруднён из-за отсутствия дорог.
- На территории провинции также находится храмовый комплекс Кахкае. Кахкае в период правления Джаявармана IV (921—941 годы) был столицей Кхмерской империи.
- Храмы Нореай, построенные в VII в., в 32 км к северо-востоку от города Пномтбенгмеантьей.
- Храм Кок Бенг, построенный между 936 и 951 гг. одним из военачальников по приказу Джаявармана IV, неподалёку от города Пномтбенгмеантьей.
- Древние храмы Крапум Чхук (X в.), Неак Буох, Пном Пралеан.